# NHL (1952/1953)
Sezon NHL 1952-1953 był 36. sezonem ligi NHL. Sześć zespołów rozegrało po 70 meczów w sezonie zasadniczym. Puchar Stanleya zdobył drużyna Montreal Canadiens.

## Sezon zasadniczy
M = Mecze, W = Wygrane, P = Przegrane, R = Remisy, PKT = Punkty, GZ = Gole Zdobyte, GS = Gole Stracone, KwM = Kary w minutach
| Drużyna             | M  | W  | P  | R  | PKT | GZ  | GS  | KwM |
| ------------------- | -- | -- | -- | -- | --- | --- | --- | --- |
| Detroit Red Wings   | 70 | 36 | 16 | 18 | 90  | 222 | 133 | 645 |
| Montreal Canadiens  | 70 | 28 | 23 | 19 | 75  | 155 | 148 | 777 |
| Boston Bruins       | 70 | 28 | 29 | 13 | 69  | 152 | 172 | 528 |
| Chicago Black Hawks | 70 | 27 | 28 | 15 | 69  | 169 | 175 | 736 |
| Toronto Maple Leafs | 70 | 27 | 30 | 13 | 67  | 156 | 167 | 812 |
| New York Rangers    | 70 | 17 | 37 | 16 | 50  | 152 | 211 | 548 |

### Najlepsi strzelcy
| Zawodnik           | Drużyna            | Mecze | Bramki | Asysty | Punkty | Kary w minutach |
| ------------------ | ------------------ | ----- | ------ | ------ | ------ | --------------- |
| Gordie Howe        | Detroit Red Wings  | 70    | 49     | 46     | 95     | 57              |
| Ted Lindsay        | Detroit Red Wings  | 70    | 32     | 39     | 71     | 111             |
| Maurice Richard    | Montreal Canadiens | 70    | 28     | 33     | 61     | 112             |
| Wally Hergesheimer | New York Rangers   | 70    | 30     | 29     | 59     | 10              |
| Alex Delvecchio    | Detroit Red Wings  | 70    | 16     | 43     | 59     | 28              |
| Paul Ronty         | New York Rangers   | 70    | 16     | 38     | 54     | 20              |

## Playoffs

### Półfinały
| Detroit Red Wings – Boston Bruins                        | Detroit Red Wings – Boston Bruins | Detroit Red Wings – Boston Bruins | Detroit Red Wings – Boston Bruins | Detroit Red Wings – Boston Bruins | Detroit Red Wings – Boston Bruins | Detroit Red Wings – Boston Bruins |
| Data                                                     | Wyjazd                            | Wyjazd                            | Dom                               | Dom                               |                                   |                                   |
| -------------------------------------------------------- | --------------------------------- | --------------------------------- | --------------------------------- | --------------------------------- | --------------------------------- | --------------------------------- |
| 24 marca                                                 | Boston                            | 0                                 | 7                                 | Detroit                           |                                   |                                   |
| 26 marca                                                 | Boston                            | 5                                 | 3                                 | Detroit                           |                                   |                                   |
| 29 marca                                                 | Detroit                           | 1                                 | 2                                 | Boston                            | Po dogrywce                       |                                   |
| 31 marca                                                 | Detroit                           | 2                                 | 6                                 | Boston                            |                                   |                                   |
| 2 kwietnia                                               | Boston                            | 4                                 | 6                                 | Detroit                           |                                   |                                   |
| 5 kwietnia                                               | Detroit                           | 2                                 | 4                                 | Boston                            |                                   |                                   |
| Boston wygrał 4:2 i awansował do finału Pucharu Stanleya |                                   |                                   |                                   |                                   |                                   |                                   |

| Montreal Canadiens – Chicago Blackhawks                    | Montreal Canadiens – Chicago Blackhawks | Montreal Canadiens – Chicago Blackhawks | Montreal Canadiens – Chicago Blackhawks | Montreal Canadiens – Chicago Blackhawks | Montreal Canadiens – Chicago Blackhawks | Montreal Canadiens – Chicago Blackhawks |
| Data                                                       | Wyjazd                                  | Wyjazd                                  | Dom                                     | Dom                                     |                                         |                                         |
| ---------------------------------------------------------- | --------------------------------------- | --------------------------------------- | --------------------------------------- | --------------------------------------- | --------------------------------------- | --------------------------------------- |
| 24 marca                                                   | Chicago                                 | 1                                       | 3                                       | Montreal                                |                                         |                                         |
| 26 marca                                                   | Chicago                                 | 3                                       | 4                                       | Montreal                                |                                         |                                         |
| 29 marca                                                   | Montreal                                | 1                                       | 2                                       | Chicago                                 | Po dogrywce                             |                                         |
| 31 marca                                                   | Montreal                                | 1                                       | 3                                       | Chicago                                 |                                         |                                         |
| 2 kwietnia                                                 | Chicago                                 | 4                                       | 2                                       | Montreal                                |                                         |                                         |
| 4 kwietnia                                                 | Montreal                                | 3                                       | 0                                       | Chicago                                 |                                         |                                         |
| 7 kwietnia                                                 | Chicago                                 | 1                                       | 4                                       | Montreal                                |                                         |                                         |
| Montreal wygrał 4:3 i awansował do finału Pucharu Stanleya |                                         |                                         |                                         |                                         |                                         |                                         |

### Finał Pucharu Stanleya
| Montreal Canadiens – Boston Bruins           | Montreal Canadiens – Boston Bruins | Montreal Canadiens – Boston Bruins | Montreal Canadiens – Boston Bruins | Montreal Canadiens – Boston Bruins | Montreal Canadiens – Boston Bruins | Montreal Canadiens – Boston Bruins |
| Data                                         | Wyjazd                             | Wyjazd                             | Dom                                | Dom                                |                                    |                                    |
| -------------------------------------------- | ---------------------------------- | ---------------------------------- | ---------------------------------- | ---------------------------------- | ---------------------------------- | ---------------------------------- |
| 11 kwietnia                                  | Boston                             | 2                                  | 4                                  | Montreal                           |                                    |                                    |
| 14 kwietnia                                  | Boston                             | 4                                  | 1                                  | Montreal                           |                                    |                                    |
| 17 kwietnia                                  | Montreal                           | 3                                  | 0                                  | Boston                             |                                    |                                    |
| 19 kwietnia                                  | Montreal                           | 7                                  | 3                                  | Boston                             |                                    |                                    |
| 21 kwietnia                                  | Boston                             | 0                                  | 1                                  | Montreal                           | Po dogrywce                        |                                    |
| Montreal wygrał 4:1 i zdobył Puchar Stanleya |                                    |                                    |                                    |                                    |                                    |                                    |

## Nagrody
| Prince of Wales Trophy:    | Detroit Red Wings                      |
| Art Ross Memorial Trophy:  | Gordie Howe, Detroit Red Wings         |
| Calder Memorial Trophy:    | Lorne "Gump" Worsley, New York Rangers |
| Hart Memorial Trophy:      | Gordie Howe, Detroit Red Wings         |
| Lady Byng Memorial Trophy: | Red Kelly, Detroit Red Wings           |
| Vezina Trophy:             | Terry Sawchuk, Detroit Red Wings       |